# Eupetersia rufipes
Eupetersia rufipes är en biart som beskrevs av Gregory B. Pauly 1981. Eupetersia rufipes ingår i släktet Eupetersia och familjen vägbin. Inga underarter finns listade i Catalogue of Life.